# Wilhelm und Helene Kaisen-Stiftung

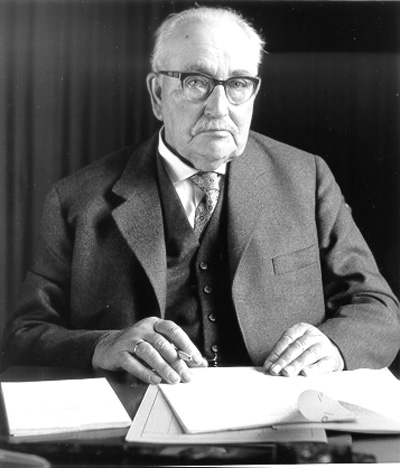
Wilhelm Kaisen, Präsident des Senats der Freien Hansestadt Bremen (1945–1965)

Die Wilhelm und Helene Kaisen-Stiftung in Bremen-Borgfeld, Rethfeldsfleet 9, will das Andenken an das Wirken und die Leistungen von Bremens Bürgermeister Wilhelm Kaisen (1887–1979) und seiner Ehefrau Helene Kaisen (1889–1973) für die Freie Hansestadt Bremen sichern.

## Geschichte
1995 wurde die Wilhelm-und-Helene-Kaisen-Stiftung mit Sitz in Bremen gegründet. Die Initiative ging von Franz und Ilse Kaisen aus. Beide Kinder Kaisens hatten das Ziel, das Anwesen der Familie zu erhalten und für soziale Zwecke zu öffnen. Die ehemaligen Bremer Bürgermeister Hans Koschnick (1967–1985) und Klaus Wedemeier (1985–1995) unterstützten das Vorhaben.
Die Stiftung erhielt das Anwesen der Familie Kaisen. 2001 wurde die umgebaute Scheune zur Kaisen-Dokumentationsstätte. Die Stiftung hat das Wohnhaus und die Scheune der ehemaligen Siedlerstelle als Dokumentationsstätte der Allgemeinheit zugänglich gemacht. Hier wird in einer Dauerausstellung mit einer Bildergalerie der Nachlass von Wilhelm und Helene Kaisen aufbewahrt und um Dokumente ergänzt. Seit 2015 kann das Wohnhaus besichtigt werden.

## Vorsitzende der Stiftung
- Von 1995 bis 2020: Volker Kröning, früher Bremer Senator und Mitglied des Deutschen Bundestages
- Seit 2020: Horst Brüning, ehemaliger Bank- und Sparkassendirektor[1]